# Mälardalstrafik

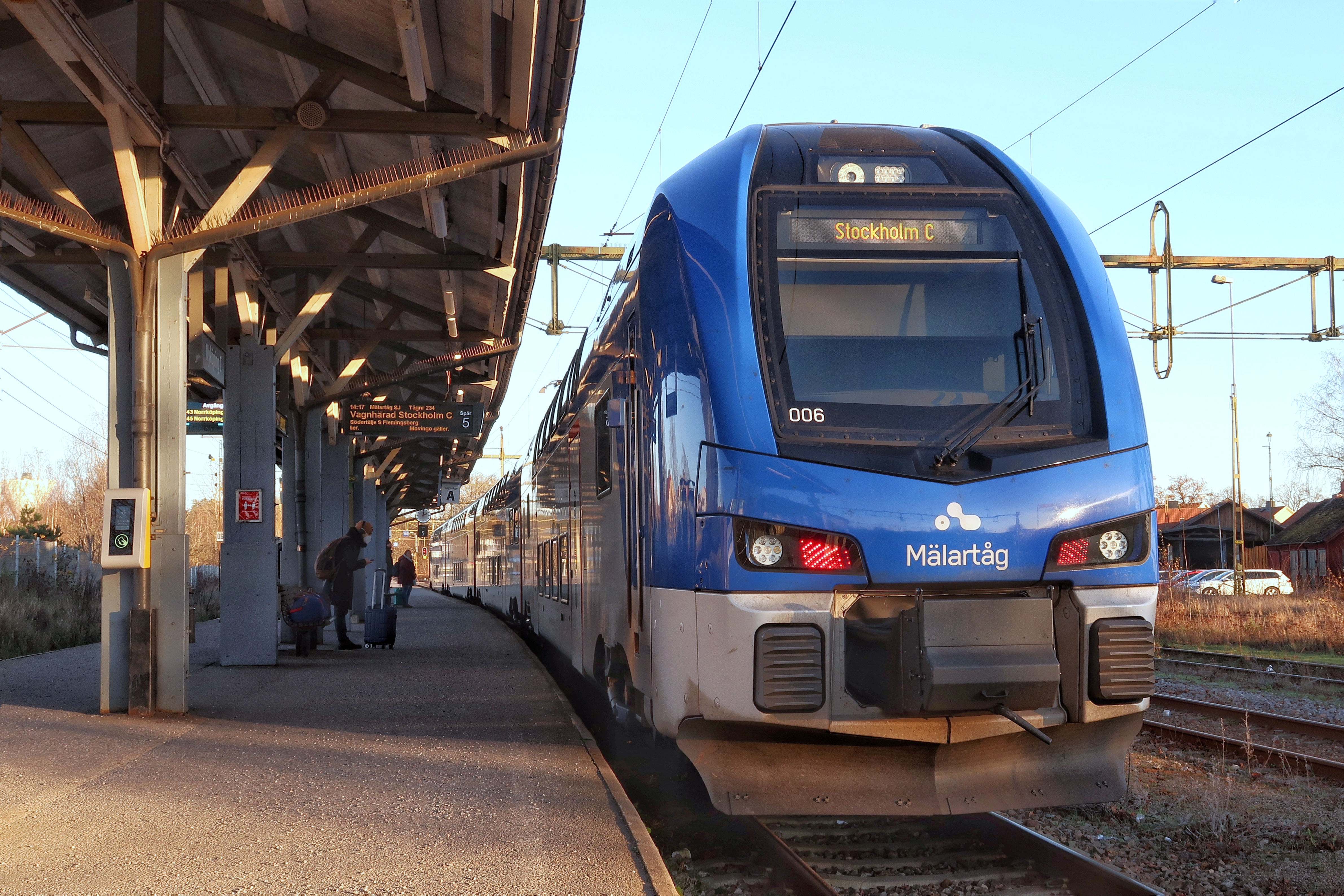
Mälartåg ER1 vid Nyköpings centralstation.

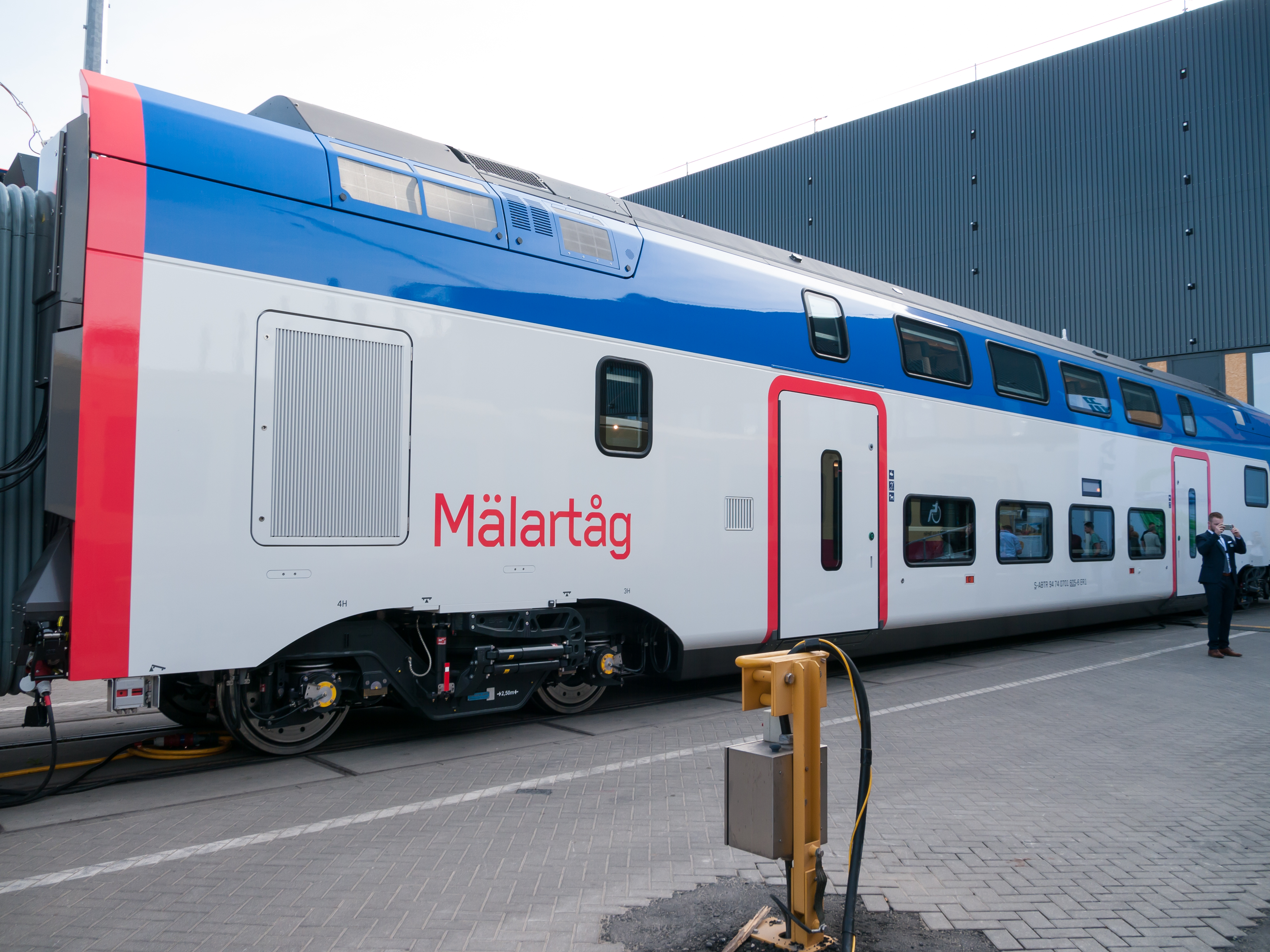
Ett Mälartåg, typ DOSTO/ER1, på utställning hösten 2018.

Mälardalstrafik AB är ett bolag ägt gemensamt av de regionala kollektivtrafikmyndigheterna i Mälardalen. Dess uppdrag är förvaltning och utveckling av regional tågtrafik i Mälardalsregionen. Mälardalstrafik använder varumärkena Mälartåg för trafiken och Movingo för periodbiljetter.

## Historia
Bolaget grundades 1991 under namnet Tåg i Mälardalen AB med syfte att utreda förutsättningarna för ett gemensamt huvudmannaskap för tågtrafik i Mälardalsregionen.
1995 slöt bolaget ett avtal med SJ om regionaltågstrafiken i Mälardalen. Mälardalstrafik och SJ startade ett företag för biljett- och trafiksamverkan, Trafik i Mälardalen AB. (TiM) Detta samarbete upphörde den 30 september 2017 och ersattes med direkta avtal mellan Mälardalstrafik och SJ om dels trafiken, dels biljettgiltighet för periodkortet Movingo.

## Ägare
Mälardalstrafik ägs gemensamt av Region Stockholm (35 %), Region Sörmland (13 %),  Region Uppsala (13 %), Region Västmanland (13 %),  Region Örebro län (13 %) och Region Östergötland (13 %).

## Mälartågs linjer
- Svealandsbanan och Ostkustbanan: Örebro–Eskilstuna–Stockholm–Arlanda-Uppsala
- Ostkustbanan: Stockholm–Märsta-Uppsala
- Nyköpingsbanan: Norrköping–Nyköping–Stockholm
- Sörmlandspilen: Hallsberg–Katrineholm–Stockholm
- ”UVEN”: Uppsala–Sala–Västerås–Eskilstuna–Katrineholm–Norrköping–Linköping
- Ostkustbanan: Uppsala–Tierp–Gävle

Den 12 juni 2022 övertog Mälardalstrafik linjerna Sala–Uppsala och Uppsala–Gävle som dessförinnan trafikerats av Upptåget.

## Trafikavtal
Mälardalstrafik hade avtal med SJ för perioden 2017–2021 för trafiken på regionaltrafiklinjerna i Mälardalen.
Avtalet innebar att SJ inledningsvis utförde trafik åt Mälardalstrafik med SJ:s befintliga tåg, i huvudsak lokdragna personvagnar men även motorvagnar. Senare i avtalsperioden fasades loktågen ut och ersattes med Mälardalstrafiks egna fordon.
Från och med 12 december 2021 kördes tågen av MTR. De vann i december 2020 upphandlingen och tecknade ett avtal på åtta år. Den 27 april 2021 meddelade flera medier att miljardupphandlingen av tågtrafik i Mälardalen måste göras om, enligt en dom i Förvaltningsrätten, som ger SJ som överklagade upphandlingen rätt i sin överklagan. MTR tog trots detta över trafiken i december 2021 baserat på ett interimsavtal som löper till december 2023, med möjlighet till förlängning på upp till ytterligare 2 år, i avvaktan på att ett nytt avtal vinner laga kraft.
I februari 2024 meddelade Mälardalstrafik att avtalet med MTR sagts upp i förtid, och i stället tog Transdev över tågtrafiken från den 16 juni 2024. 

## Biljetter
Mälardalstrafik ansvarar för prissättning och försäljning av biljetter.

### Enkelbiljetter
Mälardalstrafik säljer enkelbiljetter till Mälartåg som endast inkluderar tåg, dessa går att köpa i deras app och hos Resplus-återförsäljare till exempel SJ eller Vy.

### Movingo
Mälardalstrafik ger också ut en periodbiljett, Movingo, som gäller på Mälartåg, SJ:s avgångar med Movingo-giltighet, på Trosabussen, på Tåg i Bergslagen i Örebro, Västmanlands, och Östergötlands län, på Waxholmsbolagets båtar i lågsäsong samt i all lokaltrafik som bedrivs av SL, Sörmlandstrafiken, UL, VL, Länstrafiken Örebro och Östgötatrafiken.
Förutom på de egna tåglinjerna så gäller Movingo även på SJ:s linje Stockholm–Västerås–Örebro–Hallsberg på Mälarbanan. Movingo alla sträckor gäller även på vissa SJ Intercity-tåg mellan Linköping och Tierp. 
Individuella Movingo-kort är giltiga och prissatta för en viss tågsträcka som köparen valt, samt på lokaltrafik i de län som just det periodkortet omfattar. Movingo-kort Stockholm–Uppsala gäller alltså Mälartåg på den sträckan och all trafik hos SL och UL.

### Länstrafikbiljetter
Ombord på Mälartåg gäller vissa länstrafikbiljetter: 
- Inom Västmanlands och Södermanlands län gäller 30-dagarsbiljetterna.
- Inom Östergötlands län gäller alla biljetter från Östgötatrafiken inklusive enkelbiljetter.
- Alla UL:s biljetter gäller inklusive över länsgränserna till Gävle, Sala, Märsta och Arlanda.
- SL och Länstrafiken Örebros biljetter gäller inte ombord på Mälartåg.

## Fordon
Mälardalstrafiks trafik utförs främst med Mälardalstrafiks 53 dubbeldäckade motorvagnar av typen ER1,  Mälardalstrafik disponerar också nio Reginatåg. De används främst i trafiken på linjen Uppsala–Sala–Västerås–Eskilstuna–Linköping.
I juni 2016 beställdes 33 dubbeldäckade motorvagnar av typen DOSTO från Stadler Rail  I juni 2020 beställdes ytterligare 12 st av samma modell. Fordonen ägs av Transitio, hyrs ut till Mälardalstrafik och har av dem fått beteckningen ER1.
De första fordonen sattes i trafik den 15 december 2019, i första hand Arboga–Eskilstuna–Stockholm.
Den 12 juni 2022 införlivades Upptåget med Mälartåg. Upptågets fordon, åtta stycken ER1 och tre stycken Regina, fördes över till Mälardalstrafik.